# Castelo Airth

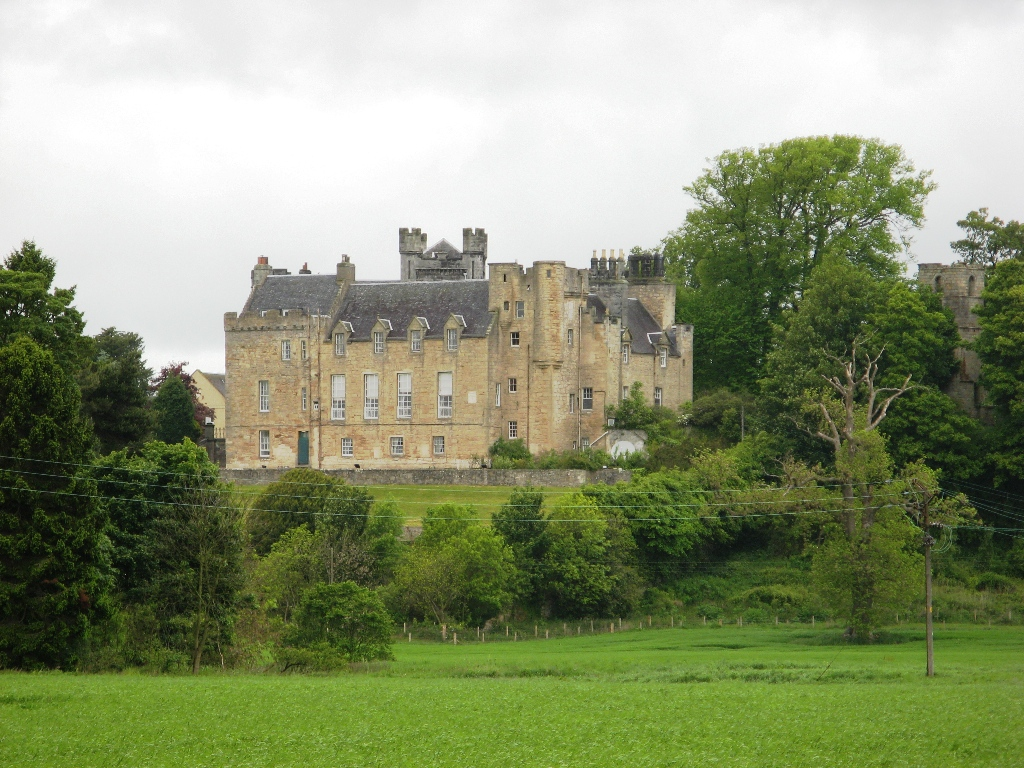
Castelo Airth, Escócia.

O Castelo Airth (em língua inglesa Airth Castle) é um castelo localizado em Falkirk, Escócia. O castelo foi protegido na categoria A do listed building, em 25 de outubro de 1972. Actualmente é um hotel e spa.

## História
Segundo um relato atribuído a Blind Harry, em 1298, William Wallace terá atacado uma antiga fortificação de madeira que se encontrava neste local para resgatar o seu tio, um padre de Duniplace, que tinha sido lá preso. Mais tarde, um outro castelo foi também destruído na altura em que o rei Jaime III foi derrotado em Sauchieburn em 1488. A torre sudoeste é a parte mais antiga do castelo e data do período imediatamente a seguir a essa destruição. Em meados do século XVI, o castelo foi aumentado para este.
O Castelo de Airth pertencia aos Bruce, simpatizantes dos Jacobitas que foram obrigados a vendê-lo após a rebelião falhada de 1715. O castelo é um edifício histórico de grande importância que ainda mantém muitas das suas características medievais. É por isso que se encontra protegido na categoria A do listed building, desde 25 de outubro de 1972.
Dentro dos terrenos do castelo também se encontram as ruínas da antiga igreja paroquial de Airth.

## Fantasmas
Diz-se que o castelo está assombrado, os fenómenos incluem: uma ama com duas crianças que se diz que morreram num incêndio no castelo. Sons de crianças a brincar que se ouvem nos quartos 3, 9 e 23. Houve pessoas que relataram choros e gritos que acreditam ser de uma empregada que é atacada pelo seu patrão. Também é referido um cão, que tem o hábito de morder tornozelos e ladrar na entrada.